# Хорн, Филипп
Филипп Хорн (нем. Philipp Horn; род. 8 ноября 1994, Арнштадт, Тюрингия) — немецкий биатлонист, двукратный бронзовый призер Чемпионатов мира в мужской эстафете, призер чемпионатов Европы (2018 и 2019).

## Карьера
В 2012 году Филипп принял участие в своем первом Юниорском чемпионате мира в Контиолахти, где показал неутешительный результат, а год спустя на том же турнире, проходившем в Обертиллахе выиграл серебряную медаль в составе немецкой эстафеты.
На взрослых международных соревнованиях, Кубке IBU, дебютировал в сезоне 2015/2016. На чемпионате Европы 2018 года в итальянском Риднау завоевал бронзовую медаль в индивидуальной гонке на 20 км.
Дебют в Кубке мира для Хорна состоялся в сезоне 2018/2019. В своей первой гонке в словенской Поклюке, а это была смешанная эстафета, Филипп с партнерами по команде занял седьмое место. Кульминацией сезона стал Чемпионат Европы в Раубичах, где бундесмантафт, в составе Надин Хорхлер, Янины Хеттих, Лукаса Фратцшера и Филиппа Хорна выиграли серебряные медали в смешанной эстафете.
В сезоне 2019/2020 биатлонист закрепился на Кубке Мира в основном составе команды Германии. Мужская эстафета с его участием на этапе в Хохфильцене выиграла серебряную награду, а микст-эстафета на этапе в Поклюке - бронзовую. Благодаря стабильным результатам по ходу сезона Филипп дебютировал на Чемпионате мира по биатлону-2020 и в спринтерской гонке занял высокое восьмое место. Неплохо зарекомендовав себя в личных гонках первенства, включен в состав мужской эстафеты, где Филипп отлично прошел второй этап и передал эстафету первым, а по итогу гонки команда Германии выиграла бронзовую медаль.

## Выступления

### Чемпионаты мира
| Соревнование             | Индивидуальная | Спринт | Преследование | Масс-старт | Эстафета | Смешанная эстафета |
| ------------------------ | -------------- | ------ | ------------- | ---------- | -------- | ------------------ |
| 2020 Анхольц/Антерсельва | 21             | 8      | 18            | 24         | 3        | -                  |

### Чемпионаты Европы
| Соревнование | Индивидуальная | Спринт | Преследование | Смешенная эстафета |
| ------------ | -------------- | ------ | ------------- | ------------------ |
| 2018 Риднау  | 3              | 28     | 22            | 7                  |
| 2019 Раубичи | 8              | 45     | 51            | 2                  |

### Юниорские Чемпионаты мира
| Соревнование     | Категория         | Индивидуальная | Спринт | Преследование | Эстафета |
| ---------------- | ----------------- | -------------- | ------ | ------------- | -------- |
| 2012 Кентиолахти | Юноши (до 19 лет) | 30             | 70     | -             | -        |
| 2013 Обертиллах  | Юноши (до 19 лет) | 58             | 11     | 13            | 2        |